# Курбаши
Курбаши́ (узб. Qo'rboshi, قورباشی) — название старшего (командира) достаточно крупных, способных действовать автономно вооружённых групп , в период борьбы против установления Советской власти в Туркестане, и позднее против Среднеазиатских советских республик.
Название произошло от тюркского слова «кор» или «кур» — в старину группа молодёжи одного поколения, объединенных совместным времяпровождением и делящих общий стол, круг ровесников, шире — круг людей мужского пола и «боши» (boshi), «баши» — голова (глава), начальник. Ср. киргизское «кор» — скопление людей (главным образом во время пира или на конских состязаниях) и татарское «кор» — среда, круг (людей мужского пола). Кордаш — ровесник. Под руководством «курбаши» могло находиться несколько групп общей численностью в несколько сот человек.
Существовало понятие и «минбаши» (тысячник, тысяцкий, от слова «мин» (min) — тысяча), то есть командира группы в тысячу или около того человек. В современном понятии соответствующее должности командира полка. Встречалось в силу понятных причин реже. Поэтому слово «курбаши» употреблялось и было на слуху чаще.

## Наиболее известные персоны

### Ферганская долинаиМатча
- Ислам Палван[узб.];
- Мадамин-бек;
- Муэтдин-бек;
- Парпи-курбаши;
- Хал-ходжа;
- Шермухаммад-бек, был известен под именем Куршермат;
- Эргаш-курбаши (милиционер) или Кичик Эргаш (милиционер);
- Эргаш-курбаши или Катта Эргаш (мулла).

### Бухарский эмират
- Мулла Абдулкаххор;
- Ачил-бек[узб.];
- Давлатманд-бек;
- Ибрагим-бек;
- Ишан Султан;
- Салим-паша;
- Усман Ходжаев;
- Фузайл Махсум;
- Энвер-паша;
- Ярмат Махсум.

### Хивинское ханствоиТуркмения
- Джунаид-хан